# Harakat Moudjtamaa As-Silm
Harakat Moudjtamaa As-Silm (fransk: Mouvement de la société pour la paix) (HAMAS) er et islamisk parti i Algeriet, ledet af Mahfoud Nahnah indtil hans død i 2003. Partiets nuværende leder er Bouguerra Soltani.

## Ekstern henvisning
Harakat Moudjtamaa As-Silms hjemmeside (arabisk)
| Politisk parti | Spire Denne artikel om et politisk parti eller gruppe er en spire som bør udbygges. Du er velkommen til at hjælpe Wikipedia ved at udvide den. |